# Porsche Tennis Grand Prix 2006 - Doppio
Il doppio del torneo di tennis Porsche Tennis Grand Prix 2006, facente parte del WTA Tour 2006, ha avuto come vincitrici Lisa Raymond e Samantha Stosur che hanno battuto in finale Cara Black e Rennae Stubbs con il punteggio di 6–3, 6–4.

## Teste di serie
1. Lisa Raymond /  Samantha Stosur (campionesse)
2. Cara Black /  Rennae Stubbs (finale)

1. Dinara Safina /  Katarina Srebotnik (semifinali)
2. Květa Peschke /  Francesca Schiavone (quarti di finale)

## Tabellone

### Legenda
| - Q = Qualificato - WC = Wild card - LL = Lucky loser | - ALT = Alternate - SE = Special Exempt - PR = Protected Ranking | - w/o = Walkover - r = Ritirato - d = Squalificato |